# 山田美也子
山田 美也子（やまだ みやこ、1951年10月16日 - ）は、日本のタレント、文化ジャーナリスト、エッセイスト、歌手。

## 来歴
大阪府豊中市出身。父は中国人で旧満州国の国費留学生、母は大阪の酒問屋の一人娘。1961年から5年間、NHK大阪児童劇団で活動。大阪音楽大学声楽科卒業。1970年にはNHK総合テレビジョン「土曜ひる席」の司会を担当した。
1971年にNHKのヤング101のオーディションを受け、約3000人の応募者の中から選ばれた15人の合格者の一人として、晴れてNHK総合テレビジョンの音楽番組『ステージ101』のレギュラーとなった。
1973年4月にヤング101を卒業して、同月からテレビ朝日系の『あそびましょパンポロリン』に出演。ミコの愛称で初代「歌のお姉さん」として活躍。1973年に発売したシングル「げんこつやまのたぬきさん」の売り上げは、30万枚以上にもなった。
1975年秋には、テレビ朝日への出演と並行して2年半ぶりにNHKで活動。10月には総合テレビ『みんなのうた』で「勇気一つを友にして」を歌った。11月には、NHK教育テレビジョン『にんぎょうげき』で北沢杏子が脚色して劇団かかし座が操演した影絵劇『パンをふんだ娘』の主題歌を歌った。
後にバラエティやドラマなどで活躍したが、1983年からフジテレビ「おはよう!ナイスデイ」の総合司会を担当するようになってからは、ジャーナリストとしての活動にも重きを置くようになった。
2000年5月には、クリス・スティール＝パーキンスとの再婚経験を基に、子育てを終えたシングルマザーの恋愛、結婚を描いたノンフィクション「ふたたび『愛する』ということ」を上梓。
オーケストラや室内楽などの演奏会の他、シンポジウム、フォーラム、コーディネイター、文化イベントの司会を務める事も多い。
現在、NHK-FMのN響定期公演では案内役を務めている。演奏の休憩時間にはゲストとのトークを交えながら作品を解説を行っている。
カトリックの信者である。

## 担当番組
- NHK-FM ベストオブクラシック N響定期公演（案内役）
- NHK-FM N響演奏会（案内役）

## 過去にレギュラー出演した番組
テレビ
| 期間                                    | 期間                                    | 番組名                         | 役職       |
| --------------------------------------- | --------------------------------------- | ------------------------------ | ---------- |
| 1970年4月                               | 1971年3月                               | NHK総合 土曜ひる席             | 司会       |
| 1973年4月5日                            | 1976年3月                               | NHK総合（大阪） ごきげんさん   | 司会       |
| 1983年3月28日                           | 1987年3月27日                           | フジテレビ おはよう!ナイスデイ | キャスター |
| 上記の『おはよう!ナイスデイ』出演期間中 | 上記の『おはよう!ナイスデイ』出演期間中 | 一枚の写真（フジテレビ）       | ゲスト出演 |
| 1988年放送日時不明                      | 1988年放送日時不明                      | NHK教育 ETV8 文化ジャーナル    | キャスター |

ラジオ
- NHKラジオ第1放送 おはようラジオセンター、ラジオあさいちばん、ラジオ夕刊（情報コーナー: 山田美也子の文化情報）
- NHK-FM サンデークラシックワイド（案内役）

歌手としての出演
- ステージ101（NHK総合） – ヤング101（1971年7月7日 - 1973年4月1日）
- あそびましょパンポロリン（テレビ朝日）
- とべとべパンポロリン（テレビ朝日）
- とびだせ!パンポロリン（テレビ朝日）

## ディスコグラフィ

### あそびましょパンポロリン
- げんこつやまのたぬきさん / くまのおかあさん（COLUMBIA SCS-220）1973年12月10日

### とべとべパンポロリン
- オウムのパロパロ / ふりむかないでぼくは歩く（COLUMBIA SCS-227）[注釈 6]1974年4月25日
- すてきなレイ / ずっこけズッコロ（COLUMBIA SCS-232）[注釈 7]1974年7月25日
- ピン太とゴン太 / おやすみパパ（COLUMBIA SCS-243）[注釈 8]1974年12月
- 大きなくりの木の下で / にんにんにんじゃ（COLUMBIA SCS-265）[注釈 9]1975年7月
- ごきぶりゴッキーの旅

### みんなのうた
- NHK「みんなのうた」40周年ベスト（COCX-31412）－「勇気一つを友にして」（1975年10月）を収録
- NHKみんなのうた（COCX-32069）－「勇気一つを友にして」を収録
- 親子であそびうた（COCX-32573）－「かもとりごんべえさん」を収録
- NHKみんなのうた ～レレの青い空（COCX-33219）－「勇気一つを友にして」を収録
- 「みんなのうた」45周年 ベスト曲集～北風小僧の寒太郎/山口さんちのツトム君～（COCX-33840）－「勇気一つを友にして」を収録

## 主な出版物
- 『ちぢれっ毛の天使クン』講談社、1986年7月25日。ISBN 4062021951。NDLJP:12275348。
- 『ふたたび「愛する」ということ』晶文社、2000年6月。ISBN 4-7949-6441-2。